# Colum Eastwood
Colum Eastwood, né le 30 avril 1983 à Derry, est un homme politique irlandais nord-irlandais. Il est chef du Parti social-démocrate et travailliste de 2015 à 2024, membre de l'Assemblée d'Irlande du Nord de 2011 à 2019 et député à la Chambre des communes depuis 2019.

## Biographie
Après ses études à l'université de Liverpool, Colum Eastwood commence une carrière politique au sein du Parti social-démocrate et travailliste et est élu membre du conseil de la cité de Derry en 2005. Il est élu maire, en juin 2010, pour une période d'un an et est, à 27 ans, la plus jeune personne à occuper cette fonction honorifique.
Lors des élections législatives du 5 mai 2011 à l'Assemblée d'Irlande du Nord, Colum Eastwood est élu député pour la circonscription de Foyle.
Le 14 novembre 2015, il est élu chef du Parti social-démocrate et travailliste, en battant le sortant Alasdair McDonnell par 172 voix contre 133.
Le 5 mai 2016, il est réélu député lors du renouvellement de l'Assemblée nord-irlandaise. Il obtient un nouveau mandat lors élections du 2 mars 2017.
Le 12 décembre 2019, il est élu à la Chambre des communes, lors des élections générales britanniques anticipées.

## Résultats électoraux
À l'issue des élections générales britanniques de 2019, dans la circonscription électorale de Foyle, Colum Eastwood, candidat du Parti social-démocrate et travailliste, est élu avec 52,02 % des voix.